# James Young (koszykarz)
James Young (ur. 16 sierpnia 1995 we Flint) – amerykański koszykarz, występujący na pozycjach rzucającego obrońcy oraz niskiego skrzydłowego.
W 2013 roku wystąpił w dwóch spotkaniach gwiazd amerykańskich szkół średnich McDonalds All-American i Jordan Classic. W 2012 zdobył złoty medal podczas turnieju Nike Global Challenge, został wtedy nagrodzony tytułem MVP imprezy oraz zaliczony do I składu turnieju.
6 września 2017 podpisał umowę na obóz szkoleniowy z Milwaukee Bucks. 5 października został zwolniony.
5 stycznia 2018 podpisał umowę z Philadelphia 76ers na występy zarówno w NBA, jak i zespole G-League – Delaware 87ers.
8 sierpnia 2019 dołączył do Maccabi Hunter Hajfa.

## Osiągnięcia
Stan na 17 grudnia 2020, na podstawie, o ile nie zaznaczono inaczej.
NCAA
- Wicemistrz NCAA (2014)
- Zaliczony do:
  - I składu:
    - najlepszych pierwszorocznych zawodników SEC (2014)
    - NCAA Final Four (2014 przez Associated Press)[6]

  - II składu SEC (2014)

Indywidualne
- Lider strzelców ligi izraelskiej (2020)